# Old Crow River
Der Old Crow River ist ein rechter Nebenfluss des Porcupine Rivers im kanadischen Yukon-Territorium und im US-Bundesstaat Alaska. In Kanada besitzt der Fluss neben dem offiziellen Namen noch einen Alternativnamen: Chahnjik.

## Verlauf
Der Old Crow River entspringt am Ostende der Davidson Mountains in Alaska. Er fließt in südöstlicher Richtung über die Grenze nach Kanada. Der Fluss durchfließt die seenreiche Ebene Old Crow Plain mit unzähligen Mäandern und wendet sich anschließend nach Süden, bevor er bei Old Crow auf den Porcupine River trifft.
Der Old Crow River entwässert ein Areal von 13.900 km² und bildet die Südgrenze des im Yukon-Territorium gelegenen Vuntut-Nationalparks. Der mittlere Abfluss beträgt 45 m³/s.